# Blechorgel von Rimini
Die Blechorgel von Rimini stand im Kriegsgefangenenlager Bellaria bei Rimini von 1945 bis 1947. Sie war unter der Leitung von Werner Renkewitz aus Blechkanistern, Konservendosen, Verpackungskisten und ähnlichem Material hergestellt worden und verfügte über zwölf Register.

## Geschichte

### Bau der Orgel
Das Kriegsgefangenenlager Bellaria war im Mai 1945 für die kapitulierenden Soldaten der deutschen Wehrmacht durch die britische und die US-Armee eingerichtet worden. 
Im Juni 1945 gab der ostpreußische Orgelbauer Werner Renkewitz eine Suchanfrage am Brett des Zentrallagerplatzes ab:

„Suche einen Orgelmacherkollegen zum geistigen Austausch. Eusebius Schäbung, Erdt-Loch 28 im Plocke 14 zwischen der 11ten Straße gen Rimini und der 6. gen San Marino.“

Es fand sich ein Team von zwölf Mitarbeitern in den folgenden Wochen zusammen, darunter Handwerker, Architekten, Künstler. Es war auf Materialien angewiesen, die sich im Lager fanden.

„Es waren 86 Kekskanister, 35 Verpackungskisten, acht Benzinfässer, 50 Meter Draht, zwei alte Fassreifen für Zungen und vierzig Portionen Öl der Zusatzverpflegung, die Mitgefangene für den Bau stifteten. Jegliche Fachunterlagen fehlten. Einzig war dem Orgelbauer das Maß der Pfeife ‚C‘ bekannt. Alle übrigen Masse wurden nach dieser bekannten Größe umständlich errechnet. Zinn wurde durch Ablöten von Kanistern gewonnen. Der Orgelbaumeister selbst vertauschte seine Uhr gegen Zigaretten, um mit diesen wieder eine Lederhose zu erhalten, deren Leder als Dichtungsmaterial für die Ventile dienen sollte“

### Einweihung und Nutzung
Die Orgel erklang erstmals am 13. September 1945 abends. Sie stand in einem vier Meter hohen Gerüst am Strand.
Am 15. September wurde sie bei einem Gottesdienst in Gegenwart des Bischofs von Rimini feierlich eingeweiht. Es waren etwa 1000 Deutsche, Briten, Amerikaner, Polen, Italiener und andere anwesend. In der angespannten und bedrückenden Situation des Lagers war es für viele ein sehr bewegendes Ereignis. Die britischen und andere Medien berichteten darüber.
Eine Zeitung von 1945 schrieb:

„Prunkstück der ganzen Lagerstadt mehr als nur ein Stück Robinson-Romantik. Ist diese Orgel aus Konservenblech und altem Schuhleder nicht ein Zeugnis dafür, daß selbst Schrecken und Nöte vieler Kriegsjahre nicht imstande sind, die uralte Sehnsucht der Menschen nach Schönem und Edlen abzutöten? Und jeden, welche am Menschengeschlechte verzweifeln wollen, mögen daraus neue Mut schöpfen, um an das Gute im Menschen zu glauben.“

Für den Winter musste eine überdachte Unterbringung beschafft werden. Eine leere Flugzeughalle wurde in eine Konzerthalle, die 4000 Besuchern Platz bot, umgewandelt. Dort wurde die Orgel mit einer erweiterten Disposition aufgestellt. Zur Christmette wurde sie erstmals gespielt. Sie erklang nun jeden Morgen zur Frühmesse und abends um 22.30 Uhr. An manchen Tagen wurde sie den ganzen Tag über gespielt. In der Halle wurden auch Konzertreihen durchgeführt, es gab ein eigenes Orchester und Theateraufführungen. Der ehemalige britische Deutschlandminister John Burns Hynd, der Berliner Bischof Konrad Graf von Preysing und andere kamen, um sich das Instrument anzusehen.

### Nach der Auflösung des Kriegsgefangenenlagers
Nach der Auflösung des Lagers 1947 wurde das Instrument von den Erbauern heimlich zur Kirche Sant’Agostini in Rimini gebracht, um es vor einem Abtransport nach England oder in die USA zu bewahren.
Werner Renkewitz blieb zunächst als Orgelbauer in Rimini und ging 1952 nach Deutschland. 1962 brannte die Kirche teilweise aus, dabei wurde auch die Orgel erheblich beschädigt. Es sind Interviews mit ehemaligen Zeitzeugen erhalten, die sehr bewegt von ihren Erinnerungen an die Orgel berichteten.

## Orgel
Die Orgel wurde aus Materialien, die im Lager verfügbar waren, gefertigt. Die Orgelpfeifen wurden aus Konservendosen und Kekskanistern gemacht, die Windladen und das Gehäuse aus Holzkästen und Brettern. Stahldraht wurde für die Abstrakten verwendet, eine alte Lederhose, Stiefelschäfte und ein Soldatenmantel für Dichtungen von Windladen und Ventilen. Aus Fassreifen wurden die Zungen angefertigt, aus Kanistern wurde Lötzinn herausgeschmolzen. Der Luftdruck wurde hydraulisch erzeugt: ein Blechkanister in einem Wasserbehälter bewirkte durch sein Gewicht die Windzufuhr.
Der Prospekt mit Prinzipal 8′ hatte anfangs ein großes Kreuz in der Mitte, rechts und links waren zwei Flügeltüren angebracht. Das Gehäuse war farbig bemalt, auf den Flügeltüren waren zwei Engel mit Laute und Fidel in einem prächtigen Blumengarten dargestellt.
Über dem Manual war die Inschrift zu lesen
„Wer es auch sei, der einst
– wir sind dann weit –
die Hand wird auf die Tasten senken,
er möge fromm erschauernd
einer dunklen Zeit und der Gefangenen gedenken.“
Die Orgel hatte zwölf Register mit 502 Pfeifen. 
Die Disposition war:
| Manual C–h2 |        |
| Principal   | 8′     |
| Gedackt     | 8′     |
| Octava      | 4′     |
| Flöte       | 4′     |
| Nasat       | 3′     |
| Superoktav  | 2′     |
| Terz        | 1 3⁄5′ |
| Mixtur III  | 1 ⁄3′  |

| Pedal C–  |     |
| Subbaß    | 16′ |
| Bordun    | 8′  |
| Nachthorn | 4′  |
| Posaune   | 16′ |

Technische Daten:
- 502 Pfeifen
- Manualumfang: 48 Tasten
- Balganlage: hydraulisch

## Projekt „Rimini-Orgel“
Der Organist Michael Grüber bemüht sich seit Jahren um eine Wiederherstellung der Orgel. Er sprach mit ehemaligen Zeitzeugen, besichtigte dreimal die Überreste der Orgel im Keller der Kirche Sant’Agostino in Rimini. Er kennt die Disposition und die Maße und die benutzten Materialien. Seit 2014 sucht Michael Grüber Sponsoren für den Bau einer neuen Orgel. Ein geeigneter Standort wird auch noch gesucht.